# Люцина
Люцина, или пеструшка лесная (лат. Hamearis lucina) — дневная бабочка семейства Riodinidae.

## Описание
Длина переднего крыла особей, обитающих на территории России — 14—17 мм. На юге ареала размах крыльев самцов 29—31 мм, самок 31—34 мм. Крылья сверху рыжие с темным рисунком. Голова с глазами, покрытыми редкими и торчащими волосками. Усики с веретеновидной булавой. Нижняя сторона крыльев коричневого цвета, с красными пятнами, а на задних крыльях ещё и с белыми. Внешний край крыльев округлый. Центральные ячейки верхних и нижних крыльев замкнуты. Жилки R1, R2 не ветвятся; жилки R3, R4, R5 и М1 имеют общий ствол. К костальному краю переднего крыла выходят первых три жилки (R1, R2, R3), R4 выходит на вершину, а R5 и М1 — к внешнему краю

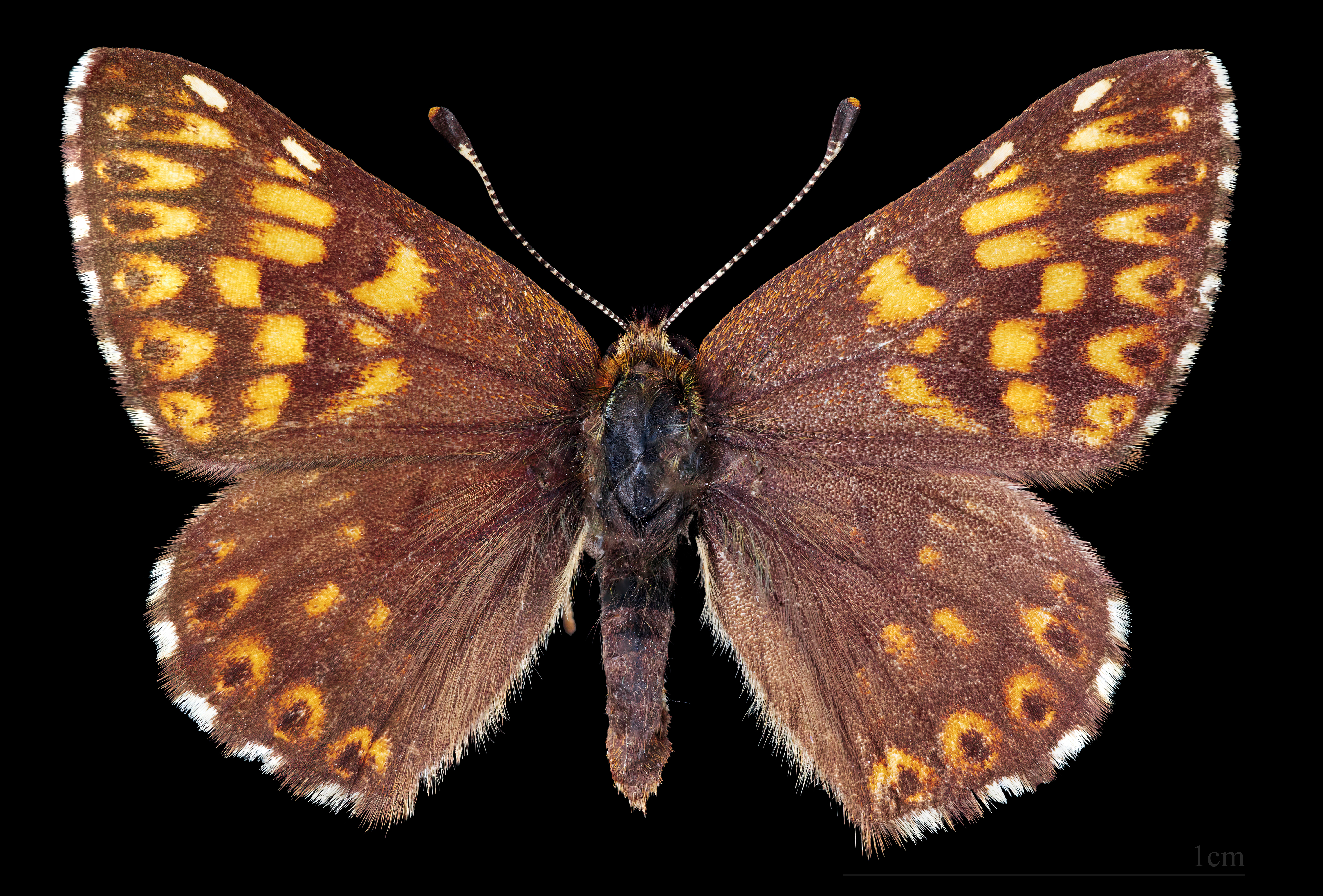
Hamearis lucina ♂
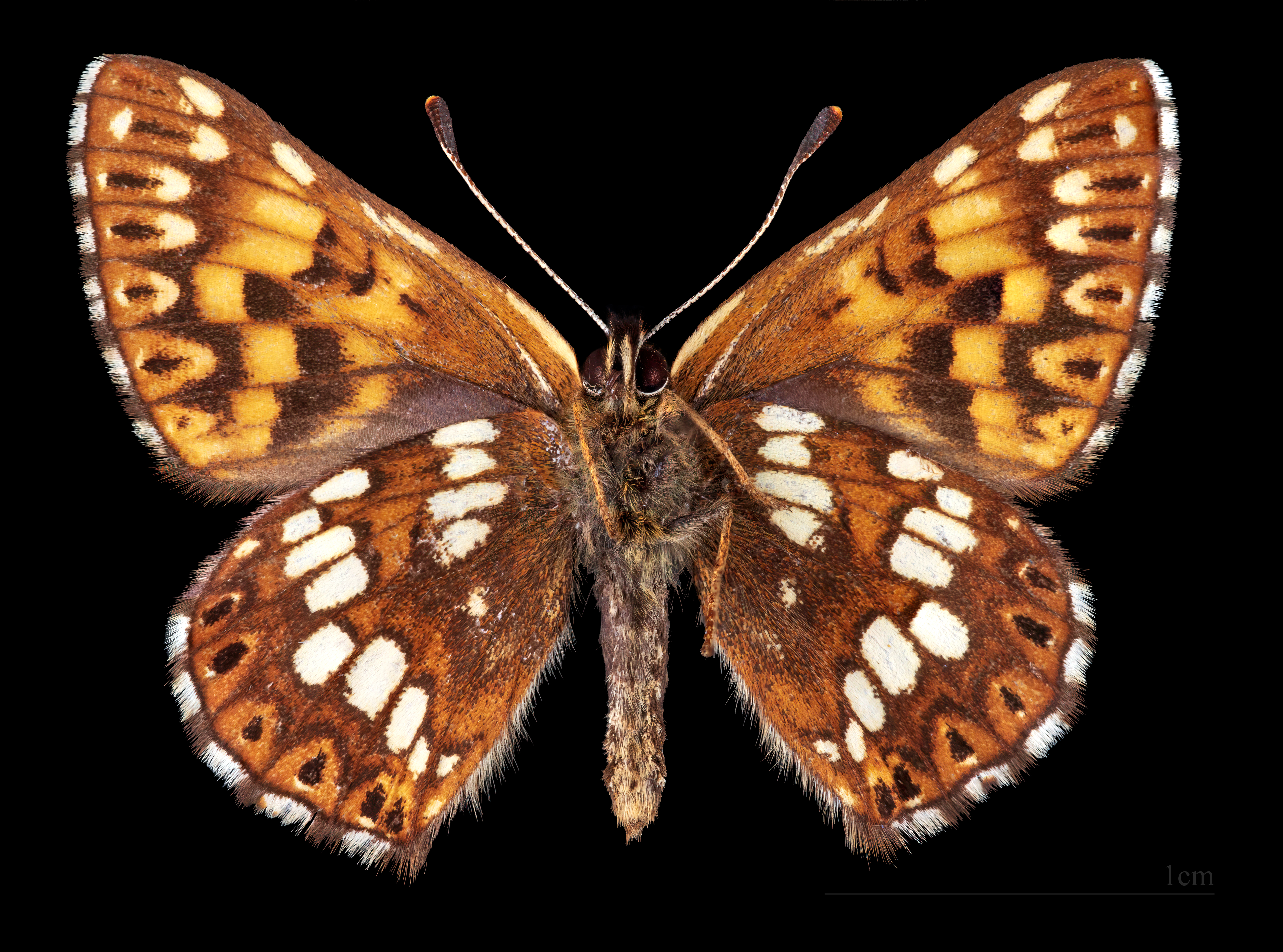
Hamearis lucina ♂   △
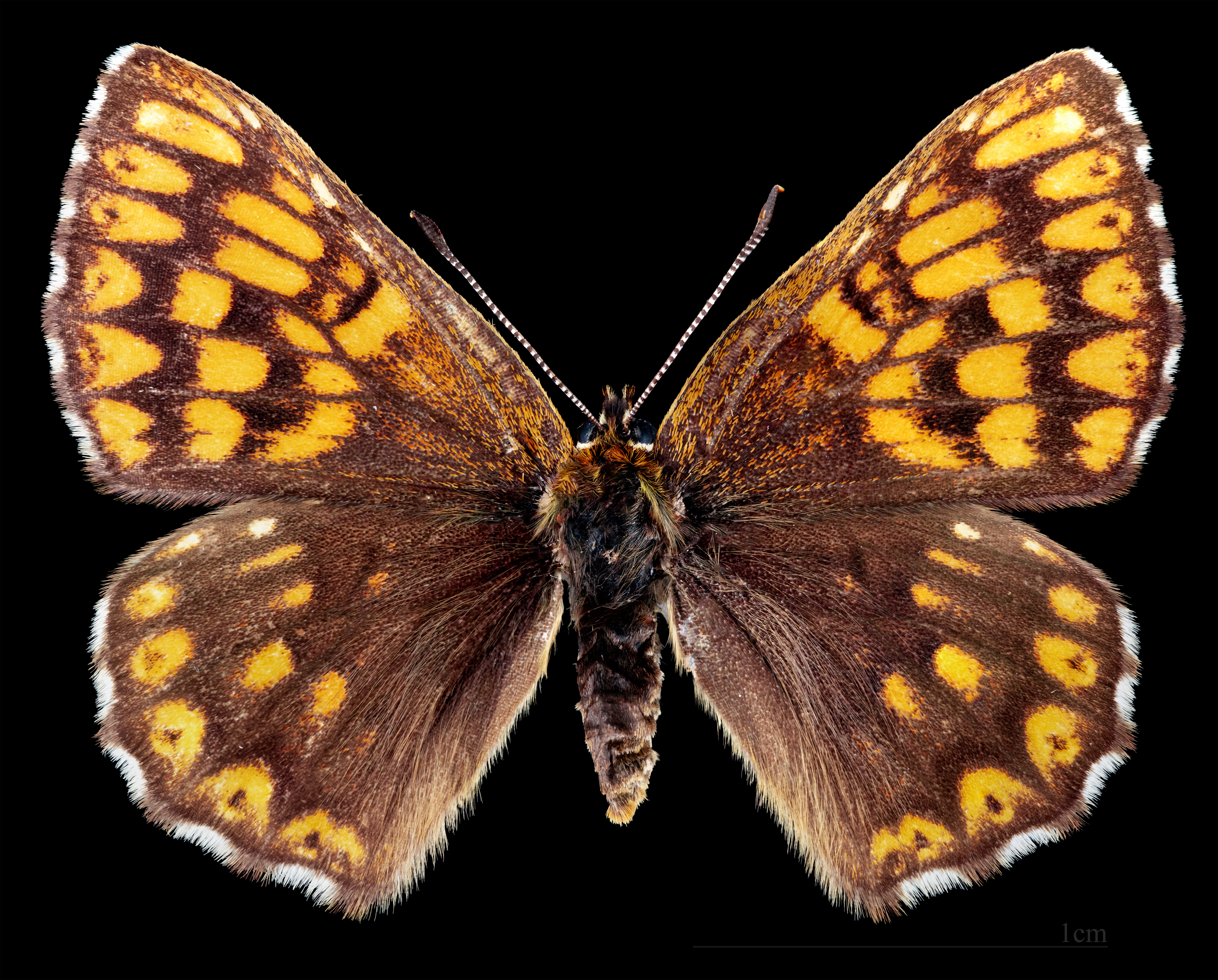
Hamearis lucina ♀

## Ареал
Европа, кроме Южной Испании, материковой Италии, Корсики, Греции, Сардинии. На севере Европы отсутствует на большей части Великобритании, в Ирландии, Дании, большей части территории Скандинавии и Финляндии. Малая Азия, на юге европейской части России, Украина.

## Местообитание
Зона смешанных лесов и лесостепь. Опушки лиственных лесов, лесные луга, обочины дорог, кустарниковые заросли во влажных местах, защитные лесные полосы, предпочитает холмистую местность, известковые почвы.

## Биология
Развивается в одном поколении на севере ареала и в двух на юго-западе и юго-востоке региона. На северо-западе, в Польше и Словакии выявлено также только одно поколение и лет отмечен со второй декады мая по вторую декаду июня. Лет бабочек, развивающихся в двух поколениях, наблюдается в мае — июне и в течение августа. Бабочки летают невысоко над травостоем и обладают неровным и быстрым полетом
Самка откладывает по 1—2 яйца на нижнюю поверхность листьев кормового растения. Гусеницы появляются через 2 недели. Стадия гусеницы — июнь—август. Кормовые растения — род примула, вне территории России — Primula elatior. Имеются данные о питании гусениц на щавеле. Зимуют гусеницы младшего возраста в сухих опалых листьях на поверхности грунта.

## Численность
Численность низкая, с тенденцией к снижению, хотя местами может быть относительно высокой. При благоприятных условиях численность иногда составляет 10—20 особей на 1 га. Встречается локально. Наблюдается значительное сокращение ареала и общей численности вида.

## Замечания по охране
Вид занесен в Красную книгу России (2 категория — сокращающийся в численности вид.) и Красную книгу Украины.